# 李尚雅
李尚雅（韓語：이상아，1972年2月14日—），韓國女演員。

## 生平
1984年作為廣告模特出道, 同一年在KBS電視劇《KBS TV文學觀-山寺》作為演員第一次出演,1985年在電影《種女》中作為電影演員出道。  之後出演了多部電影和電視劇,與蔡時那、金惠秀、李美妍、李美妍等人一起成為了80~90年代的青春明星。

## 演出作品

### 電視劇
- 1984年KBS《KBS TV文學觀-山寺》
- 1986年MBC《老虎老師》
- 1987年KBS《愛情開花結果的樹》
- 1990年MBC《完整的愛》
- 1990年KBS《몽기미風景》
- 1990年MBC《朝鮮王朝왕조500年-大院君》
- 1991年KBS《三天的約定》
- 1991年SBS《孤獨的大門》
- 1992年SBS《女劇場-孫子兒媳的春天》
- 1992年MBC《最佳劇場-新婚故事》
- 1993年MBC《走到天上》
- 1993年MBC《喇叭花》
- 1993年SBS《愛情與友情》
- 1993年MBC《最佳劇場-世上最悲傷的愛情》
- 1994年MBC《最後的勝負》
- 1994年KBS《巫婆》
- 1994年SBS《好好的東西》
- 1994年MBC《最佳劇場-10年,經歷過的風》
- 1994年KBS《電視劇遊戲-夏娃的叛亂》
- 1995年MBC《校園戀歌-情敵》
- 1995年SBS《重逢的時候》
- 1995年KBS2《我的愛由美》
- 1996年SBS《爸爸是市長》[2]
- 1997年SBS《在齋洞》
- 1997年SBS《女人》
- 1997年MBC《三個男人三女人》
- 1997年KBS《誰都無法勸阻》
- 1998年MBC《最佳劇場-是怎樣相愛的呢?》
- 1998年KBS《星期日best-亞當,夏娃》
- 1998年SBS《7人的新娘》
- 1999年KBS《相見》
- 2001年SBS《即使如此我依然愛你》
- 2001年KBS《東西好啊》
- 2001年MBC《最佳劇場-冬季兒童》
- 2002年SBS《五兄妹》
- 2008年SBS《純潔的你》
- 2013年KBS《KBS電視劇特輯-媽媽的島嶼》
- 2015年tvN《Super Daddy 烈》...患者角色
- 2016年SBS《我女婿的女人》…鄭美慈
- 2016年MBC《春日常在》…鄭海善
- 2017年MBC《前世的冤家們》...崔泰蘭[3]

### 電影
- 1985年《種女》
- 1986年《彷徨的群星》
- 1986年《年輕的夜晚無悔》
- 1986年《醜女大翻身》
- 1987年《學生報告》
- 1987年《個性时代》
- 1987年《你與我的秘密日記》
- 1989年《無私奉獻》
- 1989년《Watercolor Painting in a Rainy Day》
- 1990年《成人發布會》
- 1992年《順藤而上的你》
- 1995年《爸爸是保鏢》
- 2006年《天下壯士麥當娜》
- 2015年《速度》

### 綜藝
- 1993年MBC《競猜旅行!奔跑吧,地球村》-MC
- 1994年MBC《TV探索》-MC
- 1995年MBC《挑戰眼光測試》-MC
- 2001年KBS1《家族結婚記》-嘉賓
- 2009年Story on《超級媽媽》
- 2009年SBS《明星青少年秀》節目-嘉賓
- 2013年MBN《家族三國志》
- 2016年TV朝鮮《媽媽是什麼》

## 廣播節目
- 2015年EBS FM《EBS讀書的廣播朗誦系列》

## 腳註
1. ↑  我的出道時 이상아, 동자승역 맡아 삭발하고 눈물 펑펑 （页面存档备份，存于） 네이버 TV연예 2001.09.06 
2. ↑  새 시트콤 `아빠는 시장님' 7월 시작  1996.06.11
3. ↑  이상아, '전생에 웬수들' 출연..철부지 미용실원장役(공식) （页面存档备份，存于） 2017.08.20

## 外部連結
- 李尚雅的Instagram帳戶
- NAVER搜索